# Soromaya
Soromaya är en ort i Guinea.   Den ligger i regionen Kankan Region, i den sydöstra delen av landet, 500 km öster om huvudstaden Conakry. Soromaya ligger 614 meter över havet och antalet invånare är 20 134.
Terrängen runt Soromaya är platt åt nordväst, men åt sydost är den kuperad. Runt Soromaya är det ganska glesbefolkat, med 30 invånare per kvadratkilometer. Det finns inga andra samhällen i närheten. I omgivningarna runt Soromaya växer huvudsakligen savannskog.